# Ловренс Бріттен
Ловренс Бріттен (англ. Lawrence Brittain; нар. 9 листопада 1990) — південноафриканський веслувальник, срібний призер Олімпійських ігор 2016 року.

## Виступи на Олімпіадах
| Олімпіада | Дисципліна                      | Місце |
| --------- | ------------------------------- | ----- |
| Ріо 2016  | двійка розстібна без стернового | 2     |